# Bihovo
Bihovo (Бихово) è un centro abitato della Bosnia ed Erzegovina, compreso nel comune di Trebigne.